# Ulmeni (Maramureș)
Ulmeni (no passado: Șilimeghiu; em húngaro: Sülelmed; em alemão: Ulmendorf) é uma cidade (oraș) do județ (distrito) de Maramureș, na região histórica da Transilvânia, Roménia. Em 2011 tinha 7 220 habitantes e em 2016 estimava-se que tivesse 7 551 habitantes. A área administrada pela cidade tem 81,49 km², na qual se situam as aldeias de  Arduzel (Szamosardó), Chelința (Kelence), Mânău (Monó), Someș-Uileac (Szilágyújlak), Tohat (Szamostóhát), Țicău (Szamoscikó) e Vicea (Vicsa).[carece de fontes?]
Ulmeni situa-se nas margens do rio Someș, afluente do Tisa, 35 km a sul da capital distrital Baia Mare e a 5 km a norte do limite do distrito de Sălaj.
A primeira menção escrita da vila data de 1405, num documento emitido pela corte do rei da Hungria Sigismundo do Luxemburgo, onde aparece com o nome húngaro de Sylelmed. Em 1753 é mencionada com o nome romeno Sulelmegyul. O nome atual data de 1926. Obteve o estatuto de cidade em 2004.

## Demografia
Segundo o censo de 2011, 51,8% dos habitantes eram etnicamente romenos, 22,9% húngaros e 21,6% ciganos. Em termos religiosos, 63,3% eram cristãos ortodoxos, 30,8% protestantes, 0,4% greco-católicos e 0,4% católicos romanos.
Em 1910, 63,3% da população era romena e 33,4% húngara. Em 1930, essas proporções eram, respetivamente, 65,9% e 26,3%, havia ainda 4,1% de ciganos e 3,5% de judeus.
A população de Ulmeni sempre ter foi maioritariamente romena. Até à Segunda Guerra Mundial teve uma pequena comunidade de judeus, cujos membros foram exterminados no Holocausto (a Transilvânia foi ocupada pela Hungria, aliada da Alemanha Nazi).
Em 2002, a distribuição de população pelas localidades do município era a seguinte:
- Ulmeni — 1 493 habitantes
- Chelința — 1 349 habitantes
- Mânău — 1 126 habitantes
- Arduzel — 913 habitantes
- Someș-Uileac — 875 habitantes
- Tohat — 255 habitantes
- Țicău — 765 habitantes
- Vicea — 377 habitantes